# Pogonioefferia dubius
Pogonioefferia dubius là một loài ruồi trong họ Asilidae. Pogonioefferia dubius được Williston miêu tả năm 1885. Loài này phân bố ở vùng Tân Bắc giới.